# Onthophagus naso
Onthophagus naso là một loài bọ cánh cứng trong họ Bọ hung (Scarabaeidae).